# Courcy-aux-Loges
Courcy-aux-Loges é uma comuna francesa na região administrativa do Centro, no departamento Loiret. Estende-se por uma área de 20,81 km². Em 2010 a comuna tinha 450 habitantes (densidade: 21,6 hab./km²).